# Kent Hewitt
Kent Hewitt, ameriški admiral, * 11. februar 1887, † 15. september 1972.
Hewitt je bil strokovnjak za izkrcevalne operacije, kot poveljnik 8. ameriške flote je vodil izkrcavanja v Severni Afriki, Italiji in Južni Franciji.